# S. A. Agulhas II
S. A. Agulhas II es un rompehielos sudafricano de suministro e investigación polar. Este es propiedad del Departamento de Asuntos Ambientales (DEA). Fue construida en 2012 por el astillero STX Finland Rauma en Rauma, Finlandia, para reemplazar a la antigua SA Agulhas, que se retiró del servicio antártico en abril de 2012. A diferencia de su predecesora, SA Agulhas II fue diseñada desde el principio para llevar a cabo ambas investigaciones científicas y suministrar estaciones de investigación sudafricanas en la Antártida.

## Construcción
En noviembre de 2009, el Departamento Sudafricano de Asuntos Hídricos y Medioambientales firmó un contrato por valor de 116 millones de euros con STX Finland para la construcción de un nuevo buque polar de investigación y suministro que reemplazaría al antiguo  SA Agulhas, que estaba programado para retirarse en 2012. El astillero, ubicado en Rauma, Finlandia, venció las ofertas competitivas de Astillero Hijos de J. Barreras de España, Damen Shipyards de los Países Bajos y Keppelsingmarine de Singapur. La producción comenzó con la ceremonia de corte de acero en septiembre de 2010. 
La quilla del nuevo barco, al que se hace referencia por su número de yarda como NB 1369, se estableció el 31 de enero de 2011. Fue lanzada el 21 de julio de 2011 y nombrada S.A. Agulhas II. Este realizó sus pruebas de mar abierto en febrero de 2012 y, para verificar los resultados de pruebas modelo, se hicieron pruebas de hielo en la bahía de Bothnia entre el 19 y el 24 de marzo. Durante el último viaje, el barco encontró hielo nivelado de hasta 0.6 metros (2.0 pies) de espesor y se desempeñó más allá de las expectativas. Además, el casco y la maquinaria del buque se instrumentaron para medir cargas de hielo a gran escala, y en el futuro SA Agulhas II será utilizada como plataforma de investigación por empresas y universidades de Finlandia y Sudáfrica para obtener más conocimiento sobre la interacción entre hielo y la nave.
S. A. Agulhas II fue entregado al Departamento de Asuntos Ambientales de Sudáfrica el 4 de abril de 2012 y salió de Finlandia hacia Sudáfrica al día siguiente. Llegó a su puerto de origen, Ciudad del Cabo el 3 de mayo, durante una ceremonia que celebró la llegada del barco dedicado a la memoria de la cantante Miriam Makeba.

## Motor y propulsión
S. A. Agulhas II está propulsado por cuatro grupos electrógenos diésel de velocidad media Wärtsilä 6L32 de seis cilindros, cada uno de los cuales produce 3.000 kW (4.000 HP). Para cumplir con el requisito de regreso seguro al puerto de la Organización Marítima Internacional, los motores principales están ubicados en dos salas de máquinas separadas y la nave es capaz de regresar al puerto con una sala de máquinas inundada. Diseñado de acuerdo con el principio de la central eléctrica en el que los principales generadores suministran electricidad a todos los consumidores a bordo, S.A. Agulhas II no tiene generadores auxiliares separados. En caso de emergencia, la electricidad es proporcionada por un generador diésel de emergencia Volvo Penta.
El barco tiene un tren motriz diésel-eléctrico con dos motores de propulsión Converteam de 4.500 kW que impulsan hélices de paso controlable KaMeWa de 4,5 metros (15 pies), una característica relativamente poco común en los barcos diésel-eléctricos que generalmente utilizan hélices de paso fijo. El sistema de propulsión le da una velocidad máxima de 16 nudos (30 km / h; 18 mph) en aguas abiertas, pero su velocidad de servicio es ligeramente menor, y a 14 nudos (26 km / h; 16 mph) su funcionamiento el alcance es de 15,000 millas náuticas (28,000 km; 17,000 millas). Además, S. A. Agulhas II está diseñado para poder romper hielo nivelado con un espesor de 1 metro (3,3 pies) a 5 nudos (9,3 km / h, 5,8 mph). Para el posicionamiento dinámico y las maniobras en los puertos, tiene dos propulsores de proa Rolls-Royce y un propulsor de popa.